# Nils Nobach
Nils Nobach (Neustrelitz, 31 juli 1918 - Mecklenburg, 28 mei 1985) was een producer en componist voor het Duitse platenlabel Electrola. Hij schreef veel onder het pseudoniem Peter Ström en was vooral actief in het Schlagergenre. 

## Levensloop
Nobach begon zijn artiestencarrière (1939) in het Schauspielhaus in Hamburg waar Karl Wüstenhagen toen manager was.  
Tijdens de Tweede Wereldoorlog speelde hij theater in Cottbus, totdat hij radiomoderator werd bij de NDR (NWDR).
In de naoorlogse jaren leerde hij het vak van muziekproducent bij Gerrard Mendelssohn Austrophon en produceerde van 1948 tot 1984 voor onder anderen Vico Torriani, Eddie Constantine, Gitte Henning, Cliff Richard, Conny Froboess (1957), Paul Kuhn, Fred Bertelman, Jan en Kjeld, Lou van Burg, Mike Kennedy-leadzanger van de Los Bravos, Ray Miller, Lale Andersen, Bonnie St. Claire, Babs Nielsen, Bibi Johns, Wolfgang Sauer, de Nilsen Brothers (1958), Angele Durand, Gitte Hänning, Rex Gildo, Adamo (1972) e.a.
Ook produceerde en componeerde hij filmmuziek samen met zijn toenmalige partner Charly Niessen.  
Nils Nobach overleed op 28 mei 1985 ten gevolge van longkanker op La Palma, Canarische Eilanden, omringd door zijn echtgenote (de Surinaamse zangeres en schrijfster Michal Nobach-Bergen) en hun twee dochters.
- Gemeinsame Normdatei: 123865123
- International Standard Name Identifier: 0000 0000 1399 2775
- MusicBrainz: 168557ca-57ba-4570-8dd5-556726b494e9
- Virtual International Authority File: 30456218
- WorldCat: E39PCjyjRVfxk6QJyKcd4mT3FC